# Nicholson (Georgia)
Nicholson es una ciudad ubicada en el condado de Jackson en el estado estadounidense de Georgia. En el año 2000 tenía una población de 1.247 habitantes.

## Geografía
Nicholson se encuentra ubicada en las coordenadas 34°6′53″N 83°25′46″O / 34.11472, -83.42944 (34.114664, -83.429363).
Según la Oficina del Censo, la localidad tiene un área total de 7,6 km² (2,9 mi²), de la cual 7,6 km² (2,9 mi²) es tierra y 0 km² (0 mi²) (0.00%) es agua.

## Demografía
Según la Oficina del Censo en 2000 los ingresos medios por hogar en la localidad eran de $38,977, y los ingresos medios por familia eran $41,033. Los hombres tenían unos ingresos medios de $30,074 frente a los $23,036 para las mujeres. La renta per cápita para la localidad era de $14,088. 